# Branville-Hague
Pour les articles homonymes, voir Branville (homonymie) et Hague.
Branville-Hague est une ancienne commune française, située dans le département de la Manche en région Normandie, peuplée de 171 habitants.
Depuis le 1er janvier 2017, elle fait partie de la commune nouvelle de La Hague et a le statut de commune déléguée.

## Géographie

### Localisation
Les communes limitrophes sont Gréville-Hague, Beaumont-Hague, Sainte-Croix-Hague, Urville-Hague et Urville-Nacqueville.

### Géologie et relief
Couvrant 212 hectares, le territoire de Branville-Hague est le moins étendu du canton de Beaumont-Hague.

## Toponymie
Le nom de la localité est attesté sous les formes Brinvilla vers 1221 (cartulaire de Bricquebec) ; Branvilla vers 1280 (pouillé) ; Brainvilla vers 1320 (pouillé) ; Brainville en 1393 (A.N. P289/1,73).
Il s'agit d'une formation toponymique médiévale en -ville au sens ancien de « domaine rural ».
Le premier élément Bran- représente un anthroponyme selon le cas général. Albert Dauzat avait suggéré de reconnaître dans cet élément le nom de personne germanique occidental Brando. Cette hypothèse n'est pas reprise postérieurement par les toponymistes qui se fondent sur les travaux de Jean Adigard des Gautries (NPSN 95-96) qui propose le nom de personne norrois Brandr, attesté en anciens danois, suédois et norrois de l'0uest sous la forme Brand,,,. Plusieurs raisons ont conduit à cette hypothèse, dont le fait qu'il y ait plusieurs Branville en Normandie situés dans la zone de diffusion de la toponymie scandinave, le plus anciennement attesté étant Branville (Seine-Maritime, Saint-Aubin-Épinay, Brant villa vers 1062). En outre, le nom commun brant « proue d'un navire » est fréquemment cité dans les anciens textes normands et est issu du vieux norrois brandr au sens de « bordage en forme d'épée », le sens primitif étant « épée ».
La référence au pays Hague a été ajoutée en 1962.

## Histoire

### Moyen Âge
Le premier seigneur connu de Branville est un certain Richard Ruallen, écuyer, qui en 1332 avait le patronage laïc de l'église.

### Temps modernes
En 1567, Robert Ruellam, écuyer, sieur de Branville, est taxé pour ce fief de 20 solz, dans le rôle des nobles et roturiers, au titre du ban et de l'arrière ban de la vicomté de Coutances, réalisé par Gilles Dancel, seigneur d'Audouville, lieutenant général du bailli de Cotentin, tenu à Coutances les 20-22 octobre. Le fief noble de Branville relevait du fief d'Omonville-la-Rogue.

### Révolution française et Empire
En 1789, Jacques de Vauquelin d'Artilly (1745-1794 ?), seigneur de Branville, officier de cavalerie et époux de Françoise Gigault de Bellefonds, dame de Branville, sera l'un des députés de la noblesse du Cotentin aux États généraux. Son fils, César de Vauquelin d'Artilly (1779-1836) sera maire de Branville de 1813 à 1836.

### Époque contemporaine
Branville est l'une des rares communes de France à ne pas avoir de monument aux morts. Les commémorations se font soit à Beaumont ou à Sainte-Croix-Hague.

## Politique et administration

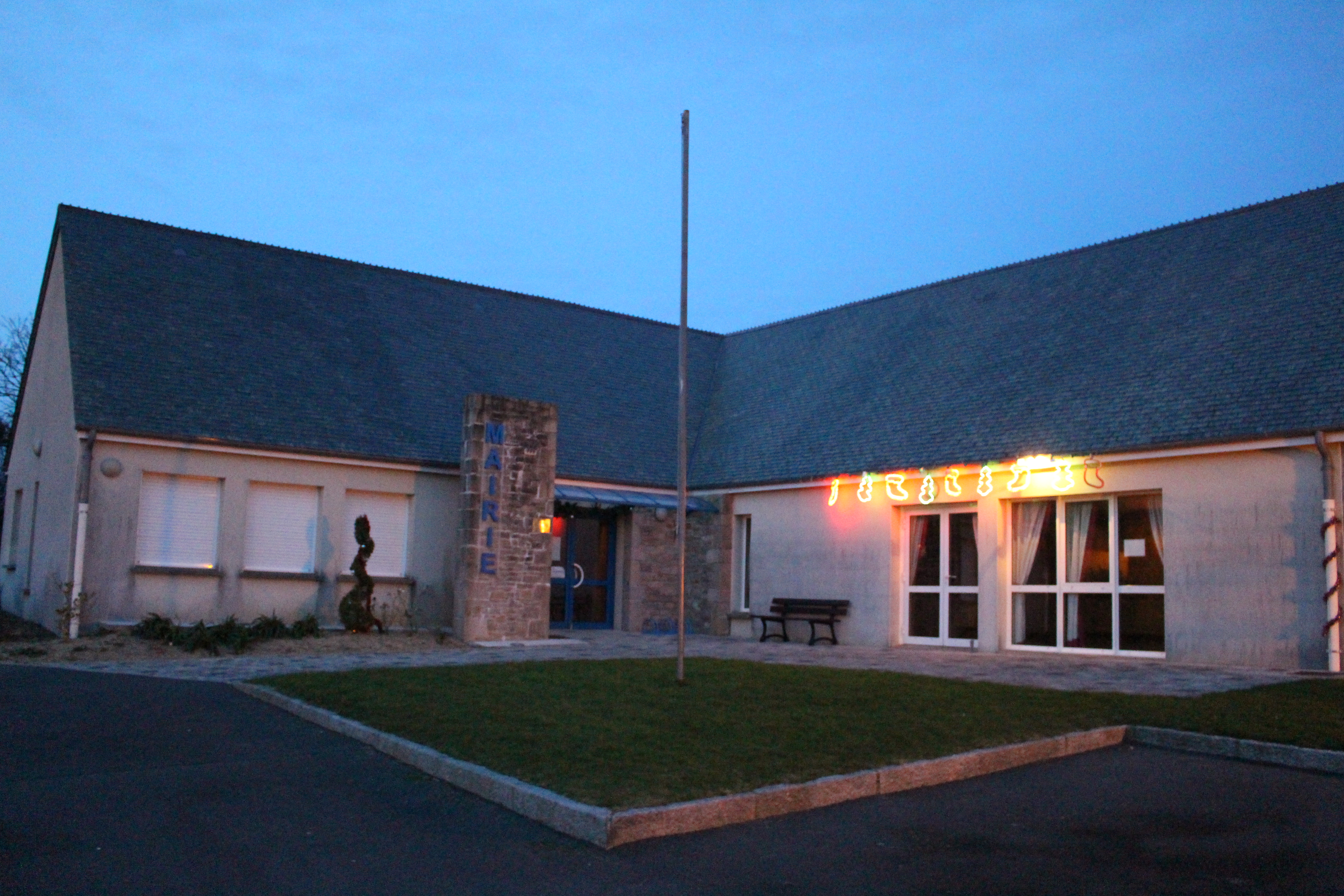
La mairie annexe.

### Liste des maires
| Période                                  | Période        | Identité                   | Étiquette | Qualité             |
| ---------------------------------------- | -------------- | -------------------------- | --------- | ------------------- |
| Les données manquantes sont à compléter. |                |                            |           |                     |
| 1795                                     | 1796           | Jacques Grisel             |           |                     |
| 1798                                     | 1799           | François Ledos             |           |                     |
| 1800                                     | 1812           | Louis François d'Ozouville |           | Exploitant agricole |
| 1813                                     | septembre 1836 | César Casimir Devauquelin  |           |                     |
| 1836                                     | janvier 1861   | Marin Hamel                |           | Propriétaire        |
| 1861                                     | 1871           | Jean-Michel Hamel          |           |                     |
| 1871                                     | 1881           | Elie Ledos                 |           |                     |
| 1881                                     | 1896           | Léon Liais                 |           |                     |
| 1896                                     | 1919           | Adolphe Fleury             |           |                     |
| 1919                                     | 1933           | Jean Lecerf                |           |                     |
| 1933                                     | 1935           | François Lefaix            |           |                     |
| 1935                                     | 1955           | Auguste Lecerf             |           |                     |
| 1955                                     | mars 1959      | Henri Lefèvre              |           |                     |
| mars 1959                                | juin 1995      | Jacques Noël               |           |                     |
| juin 1995                                | mars 2008      | Louis Bigot                |           |                     |
| mars 2008                                | mars 2014      | René Lemercier             | SE        | Enseignant retraité |
| mars 2014                                | décembre 2016  | Jérôme Belhomme            | SE        | Technicien          |

Le conseil municipal était composé de onze membres dont le maire et deux adjoints.
| Période      | Période  | Identité        | Étiquette | Qualité                                                                |
| ------------ | -------- | --------------- | --------- | ---------------------------------------------------------------------- |
| janvier 2017 | En cours | Jérôme Belhomme | SE        | Technicien Adjoint au maire de La Hague Réélu pour le mandat 2020-2026 |

## Population et société
Les habitants de la commune sont appelés les Branvillais.

### Démographie
L'évolution du nombre d'habitants est connue à travers les recensements de la population effectués dans la commune depuis 1793. À partir du 1er janvier 2009, les populations légales des communes sont publiées annuellement dans le cadre d'un recensement qui repose désormais sur une collecte d'information annuelle, concernant successivement tous les territoires communaux au cours d'une période de cinq ans. 
Pour les communes de moins de 10 000 habitants, une enquête de recensement portant sur toute la population est réalisée tous les cinq ans, les populations légales des années intermédiaires étant quant à elles estimées par interpolation ou extrapolation. Pour la commune, le premier recensement exhaustif entrant dans le cadre du nouveau dispositif a été réalisé en 2008,.
En 2021, la commune comptait 171 habitants, en évolution de +3,01 % par rapport à 2015 (Manche : +0,44 %, France hors Mayotte : +2,49 %).
| 1793 | 1800 | 1806 | 1821 | 1831 | 1836 | 1841 | 1846 | 1851 |
| ---- | ---- | ---- | ---- | ---- | ---- | ---- | ---- | ---- |
| 99   | 96   | 123  | 126  | 123  | 129  | 134  | 127  | 126  |

| 1856 | 1861 | 1866 | 1872 | 1876 | 1881 | 1886 | 1891 | 1896 |
| ---- | ---- | ---- | ---- | ---- | ---- | ---- | ---- | ---- |
| 113  | 132  | 136  | 138  | 112  | 106  | 106  | 100  | 90   |

| 1901 | 1906 | 1911 | 1921 | 1926 | 1931 | 1936 | 1946 | 1954 |
| ---- | ---- | ---- | ---- | ---- | ---- | ---- | ---- | ---- |
| 83   | 98   | 87   | 63   | 66   | 68   | 60   | 71   | 78   |

| 1962 | 1968 | 1975 | 1982 | 1990 | 1999 | 2008 | 2013 | 2018 |
| ---- | ---- | ---- | ---- | ---- | ---- | ---- | ---- | ---- |
| 78   | 87   | 99   | 98   | 100  | 108  | 166  | 165  | 183  |

| 2019 | - | - | - | - | - | - | - | - |
| ---- | - | - | - | - | - | - | - | - |
| 165  | - | - | - | - | - | - | - | - |

### Cultes
L'église est aujourd'hui rattachée à la nouvelle paroisse Bienheureux Thomas Hélye de la Hague du doyenné de Cherbourg-Hague.

## Culture locale et patrimoine

### Lieux et monuments
- Église Saint-Blaise, anciennement dédiée à Notre-Dame, du XVIIIe siècle composée d'une nef et d'un petit clocher-mur refait en 1952 avec une cloche de 83 kg. Elle abrite des Fonts baptismaux du XVIIe, et des statues d'évêques du XIXe[8].
- Maison de Branville des XVIIe – XIXe siècles avec des parties XVe. Ensemble seigneurial flanqué de deux tours rondes qui fut réquisitionné lors de la Seconde Guerre mondiale afin de servir comme camp de formation aux troupes allemandes. À l'intérieur de la cour, un puits restauré.
- Ferme de Beuzeval.